# Mesocrambus canariensis
Mesocrambus canariensis is een vlinder uit de familie grasmotten (Crambidae). De wetenschappelijke naam is voor het eerst geldig gepubliceerd in 1987 door Ganev.
De soort komt voor in Europa.